# Samba Diallo
Samba Diallo, né le 5 janvier 2003 à Mbédiène, est un footballeur sénégalais qui joue au poste d'ailier au Dynamo Kyïv.

## Biographie

### Carrière en club
Formé à l'AF Darou Salam à Dakar, Samba Diallo signe chez l'équipe ukrainienne au Dynamo Kiev à l'été 2021,
Il y joue d'abord en équipe réserve et surtout avec les moins de 19 ans, inscrivant 18 buts en 23 match dont cinq buts en huit matchs d'UEFA Youth League, dont son équipe atteint les huitièmes de finale,.
Sa carrière est néanmoins mise à l'arrêt par l'invasion russe de l'Ukraine : il parvient à quitter le pays pour la France alors que le conflit bat son plein,.
Dans ce contexte, l’UEFA autorise les joueurs à s'inscrire dans d'autres clubs pendant que le championnat ukrainien est suspendu, et Diallo s'entraine notamment avec le Stade brestois.
Annoncé dans de nombreux clubs,, il finit cependant par retourner au club de Kiev, dans un championnat qui se joue alors à huis clos, délocalisé dans l'ouest du pays
Il fait ses débuts professionnels avec le Dynamo le 28 octobre 2022, entrant en jeu lors d'un match nul contre le club chypriote de l'AEK Larnaca, en phase de groupes de la Ligue Europa,.
Diallo participe officiellement à son premier match en Championnat d'Ukraine de football le 28 avril 2023, entré en jeu à la 78e minute face au FK Metalist, victoire 3 à 1 des siens.
Après deux ans passer dans son ancien club, avec très peu de matchs joué, dans son contexte actuel, Il est prêté au Hapoël Jérusalem sans option d’achat.

### Carrière en sélection

#### Moins de 17 ans
Samba Diallo est international sénégalais avec les moins de 17 ans, remportant son premier trophée régional lors du tournoi de l'UFOA A -17 en 2018.
Prenant part à plusieurs compétition mineure avec la sélection junior il termine notamment troisième de l'International Dream Cup (en) en 2018 et remporte le tournoi UEFA Assist en Turquie,.
Qualifié pour la CAN des moins de 17 ans 2019, les Sénégalais terminent troisièmes de leurs groupes réussissant tout de même à décrocher un ticket pour leurs première Coupe du monde des moins de 17 ans à la suite de la disqualification de la Guinée pour fraude sur l’âge. Ils atteignent les huitièmes de finale de cette édition 2019, où ils sont éliminés par l'Espagne de Pedri, Yéremy et Ilaix.

#### Moins de 20 ans
Sélectionné en équipe du Sénégal des moins de 20 ans dès 2018 invités au Championnat de l'UFOA B -20 dont ils remportent cette édition 2018 (en), il est ensuite finaliste de la CAN des moins de 20 ans 2019 avec un but inscrit en phase de groupe.
Son équipe échoue cependant à se qualifier pour l’édition suivante, ayant terminé en finale du tournoi UFOA/A -20 en 2020 où ils sont défaits par la Gambie, l'autre place qualificative de la zone échouant à la Mauritanie pays hôtes de la compétition continentale. Diallo porte alors déjà le brassard de capitaine de l'équipe, à seulement 17 ans.
L’année suivante, Diallo et son équipe remportent cette fois-ci le tournoi UFOA/A -20 en 2022, se qualifiant ainsi pour la Coupe d'Afrique des nations de moins de 20 ans 2023. Il termine meilleur buteur et meilleur joueur du tournoi, ainsi que meilleur joueur de la finale inscrivant l’unique but de la rencontre.
En février 2023, Samba Diallo est convoqué en équipe sénégalaise des moins de 20 ans pour la Coupe d'Afrique des nations junior,. Il joue comme titulaire lors du tournoi, et est élu homme du match lors de la victoire 1-0 contre le Nigéria en ouverture de la phase de groupe.
Son équipe atteint la finale après s'être imposée contre la Tunisie de Chaïm El Djebali et Jibril Othman (en),,. Il remporte ensuite la première CAN des moins de 20 ans de l'histoire du Sénégal, s’imposants contre la Gambie dans un derby de l'Ouest,,.

## Style de jeu
Ailier dribbleur et offensif, leadeur technique d'une équipe sénégalaise des moins de 20 ans au sommet du football africain, Samba Diallo est très tôt comparé à la légende de son pays Sadio Mané,.

## Palmarès
| Sénégal -20 ans - CAN junior (1) - Champion en 2023 - Finaliste en 2019 - Jeux africains : - Troisième : 2019. - Championnat arabe des moins de 20 ans - Vainqueur en 2020 (invitée) Dynamo Kiev - Championnat d'Ukraine - Vice-Champion : 2024 |